# Elena Tsagrinou
Elena Tsagrinou Silvo (del griego: Ελένη Τσαγκρινού) (Atenas, 16 de noviembre de 1994) es una cantante griega, exmiembro de la banda OtherView. Representó a Chipre en el Festival de Eurovisión 2021.

## Primeros años
Tsagrinou nació el 16 de noviembre de 1994 en Atenas. Desde muy pequeña está involucrada en la música, formándose en dicha especialidad. En 2009 participó en la adaptación griega de la franquicia Got Talent del canal ANT1, Ellada Eheis Talento. Tiene una hermana, Villy, nacida en 1998.

## Carrera

### 2013–2018: OtherView, Just The 2 Of Us y The Voice of Greece
En el verano de 2013, fue se presentó para el puesto de cantante principal de la banda OtherView (después de la salida de Crystallia del grupo) y así firmó un contrato con la compañía discográfica Feelgood Records . El 8 de enero de 2014, lanzaron su primera canción titulada "What You Want", con letra y música de ellos mismos y de Gabriella Ellis. Unos meses después, lanzaron su segundo tema, titulado "O giros tou kosmou" (La vuelta al mundo), que superó a "What You Want" en visualizaciones. La letra fue escrita por Vassilis Koumentakos, ya que la música fue compuesta por él, con la participación de Dimitris Isaris. Al mismo tiempo, en la primavera del mismo año, Elena participó en el programa musical de Mega Channel, Just The 2 Of Us (la adaptación griega del programa de talentos Just the Two of Us) como coach de Ivan Svitailo.
En 2015, la banda lanzó cuatro temas nuevos: Dikaiosi con Arva, Ola Afta Pou Niotho, In The Club Bi**h y Se Thelo Tora. La música de las canciones fue escrita principalmente por ellos, mientras que la letra fue escrita por Vassilis Koumentakos. En 2016, lanzaron las canciones Xana y Emeis Mazi. El segundo fue en colaboración con Goin 'Through y fue la banda sonora de la película The Bachelor. En el mismo año aparecieron en MadWalk junto con Josephine y Maria Korinthiou. En la temporada 2016-2017, fue la presentadora desde el backstage en el programa de talentos de SKAI, The Voice of Greece, mientras que como banda hicieron apariciones en directo en BOX Athens con Melisses y Josephine.
En 2017, como banda, anunciaron su retiro de Feelgood Records y la colaboración con Panik Records. Incluso, lanzaron dos temas con su propia letra y música: Asto Se Mena y Tora I Pote, mientras participaban en dos entregas de premios: en los Mad Video Music Awards, interpretando la canción Kane Me en un remix con el rapero Mike y los Cypriot Super Music Awards. También participaron en MadWalk - The Fashion Music Project y MTN MadWalk Cyprus.
En la temporada 2017-2018, participaron en la discoteca Fantasia Live con Josephine y luego hicieron algunas apariciones con Konstantinos Argyros en Club Vogue en Salónica . En el mismo año, participaron en MadWalk - The Fashion Music Project, interpretando Havana de Camila Cabello junto a Thomai Apergi. A mediados del mismo año, Tsagrinou anunció su retiro de OtherView, después de cinco años de colaboración, para seguir una carrera en solitario.

### 2018-presente: carrera en solitario y Festival de Eurovisión
Tras su retiro de OtherView, comenzó los preparativos para su primer álbum personal, mientras que en junio de 2018, apareció en los Mad Video Music Awards, interpretando un remix del tema de Panos Kiamos Thelo Na se Xanado con Bo. Al mismo tiempo, asistió a la discoteca Fantasia Live con Konstantinos Argyros y Nino.
El 1 de julio de 2018, lanzó su primera canción en solitario, titulada Pame Ap 'Tin Arhi, que poco después se lanzó en inglés, como Summer Romance. La letra fue escrita por Nikos Moraitis y la música, por Dimitris Kontopoulos . El 23 de octubre del mismo año, lanzó su segundo tema en solitario, titulado Paradeisos, con letra y música de ARCADE. El 6 de diciembre se lanzó la canción Ela tin protochronia junto a Elias Vrettos, Giorgos Kartelias, Elina Papila, Bo, REC, OGE y la emisora de radio 104.8fm de Chalkida, con el objetivo de fortalecer financieramente la organización sin ánimo de lucro de especial cuidado y protección de la madre y el niño, Ark of the World.
En la temporada de invierno 2018-2019 hizo actuaciones en directo en la discoteca Fantasia Live con Konstantinos Argyros, Demy, 719 The Band, Andromache y George Livanis.
En abril de 2019, participó en MadWalk - The Fashion Music Project, interpretando con Dakis la canción Tsai me Lemoni.
En junio del mismo año, apareció en los Mad Video Music Awards interpretando la canción San Lava con OGE.
El 2 de noviembre de 2019, se lanzó su tercera canción en solitario, titulada Logia, con letra y música de Leonidas Sozos. Además, en el mismo mes, actuó en directo en BOX Athens con Melisses, Tamta & Matina Zara para la temporada 2019-2020. En julio de 2020, lanzó su cuarta canción en solitario titulada Amore y una colaboración con Mike, titulada Pare Me Agkalia. Además, en el verano del mismo año, actuó en la discoteca Posidonio Music Hall con Panos Kiamos, Anastasios Rammos y Tania Karra.
El 25 de noviembre de 2020, se anunció que representaría a Chipre en el Festival de la Canción de Eurovisión 2021, en Róterdam, Países Bajos, con la canción El Diablo.
Tsagrinou actuó en la primera semifinal y consiguió clasificarse para la gran final, donde obtuvo una decimosexta posición.

## Vida personal
Desde 2017 tiene una relación con el rapero Mihalis Fafalis, conocido por su nombre artístico Mike.

## Filmografía

### Vídeos musicales
| Año  | Título                       | Notas                     |
| ---- | ---------------------------- | ------------------------- |
| 2014 | "What You Want"              | Como miembro de OtherView |
| 2014 | "O Giros tou Kosmou"         | Como miembro de OtherView |
| 2015 | "Ola Afta pou Niotho"        | Como miembro de OtherView |
| 2015 | "In The Club Bi**h"          | Como miembro de OtherView |
| 2016 | "Xana"                       | Como miembro de OtherView |
| 2017 | "Tora I Pote"                | Como miembro de OtherView |
| 2018 | "Pame Ap' Tin Arhi"          | En solitario              |
| 2018 | "Paradeisos"                 | En solitario              |
| 2019 | "Logia"                      | En solitario              |
| 2020 | "Amore"                      | En solitario              |
| 2020 | "Pare Me Agkalia" (ft. Mike) | En solitario              |
| 2021 | "El Diablo"                  | En solitario              |
| 2024 | “Exorcism”                   | con Katteyes              |

### Televisión
| Año       | Título                              | Canal   | Papel      | Notas                     |
| --------- | ----------------------------------- | ------- | ---------- | ------------------------- |
| 2009      | Ellada Eheis Talento                | ANT1    | Ella misma | Concursante               |
| 2014      | Just The 2 Of Us                    | MEGA    | Ella misma | Concursante - coach       |
| 2016      | MadWalk - The Fashion Music Project | ALPHA   | Ella misma | Interpretación            |
| 2016-2017 | The Voice of Greece                 | Skai TV | Ella misma | Copresentadora            |
| 2017      | MadWalk - The Fashion Music Project | ALPHA   | Ella misma | Interpretación            |
| 2017      | MTN MadWalk Cyprus                  | MAD TV  | Ella misma | Interpretación            |
| 2017      | Mad Video Music Awards              | ALPHA   | Ella misma | Interpretación            |
| 2017      | Super Music Awards Cyprus           | MAD TV  | Ella misma | Interpretación            |
| 2018      | MadWalk - The Fashion Music Project | ALPHA   | Ella misma | Interpretación            |
| 2018      | Mad Video Music Awards              | ALPHA   | Ella misma | Interpretación            |
| 2018      | My Style Rocks                      | ΣΚΑΙ    | Ella misma | Invitada - Interpretación |
| 2019      | MadWalk - The Fashion Music Project | ALPHA   | Ella misma | Interpretación            |
| 2019      | Mad Video Music Awards              | ALPHA   | Ella misma | Interpretación            |

### Películas
| Año  | Título                          | Papel       | Notas                 |
| ---- | ------------------------------- | ----------- | --------------------- |
| 2016 | The Bachelor                    | Ella misma  | Invitada              |
| 2016 | Los pitufos: La aldea escondida | Pitufa Lily | Voz en doblaje griego |